# Якунин, Анатолий Фёдорович
Анатолий Фёдорович Якунин (1922—1996) — советский военный деятель и учёный, организатор создания космических систем специального назначения, капитан 1 ранга. Лауреат Государственной премии СССР (1980).

## Биография
Родилась 3 декабря 1922 года в Москве.
С 1941 года призван в ряды ВМФ СССР и направлен для обучения в Севастопольское военно-морское училище береговой обороны. В период обучения в училище был участником отражения воздушных налётов и наземных атак немецкой армии на Севастополь. С 1942 года участник Великой Отечественной войны в составе Балтийского флота в должности командира взвода 778-й батареи 302-го Отдельного артиллерийского дивизиона, воевал на Ленинградском фронте, участник прорыва Блокады Ленинграда. С 1943 по 1947 год служил в 1-й гвардейской морской бригады железнодорожной артиллерии в должности командира артиллерийской железнодорожной установки.
С 1947 по 1953 год обучался в Военно-морской академии кораблестроения и вооружения имени А. Н. Крылова. С 1953 по 1961 год служил в Управлении ракетно-артиллерийского вооружения ВМФ СССР в должности — старший офицер, с 1961 по 1983 год — руководитель отдела ракетно-артиллерийского вооружения. А. Ф. Якунин занимался организационно-техническими работами по созданию, разработке и испытанию первой в Мире системы глобальной спутниковой морской космической разведки  «Легенда» а так же космических спутников входящих в эту систему — «УС-А» и «УС-П», занимался разработкой и испытанием комплексов специальной аппаратуры «Касатка-Б», для получения данных с вышеперечисленных спутников. Так же под руководством А. Ф. Якунина велась разработка системы космического радиоэлектронного наблюдения «Идеограмма-Пирс» и других комплексов приёма информации от космических аппаратов.
В 1980 году Постановлением ЦК КПСС и СМ СССР «За разработку радиоэлектронных комплексов Системы морской космической разведки и
целеуказания» А. Ф. Якунин был удостоен Государственной премии СССР в области науки и техники.
С 1983 по 1996 год после увольнения из рядов Вооружённых сил СССР на научно-исследовательской работе в ЦНИИ «Комета» в должности руководителя конструкторского сектора конструкторского отдела, занимался разработкой по управляемым спутникам систем морской космической разведки.
Скончался 8 января 1996 года в Москве, похоронен на Введенском кладбище.

## Награды
- два ордена Отечественной войны II степени (27.03.1943[4] и 06.04.1985[5])
- два ордена Красной Звезды (30.12.1956, 28.04.1963)
- Медаль «За боевые заслуги» (15.11.1950)[4]
- Медаль «За победу над Германией в Великой Отечественной войне 1941—1945 гг.»
- Медаль «За оборону Севастополя»[2]

### Премии
- Государственная премия СССР (1980 — «За разработку радиоэлектронных комплексов Системы морской космической разведки и целеуказания»[6])